# Lambdobregma
Lambdobregma is een geslacht van vliesvleugeligen uit de familie Eupelmidae. De wetenschappelijke naam van dit geslacht is voor het eerst geldig gepubliceerd in 1989 door Gibson.

## Soorten
Het geslacht Lambdobregma is monotypisch en omvat slechts de volgende soort:
- Lambdobregma schwarzii (Ashmead, 1896)